# NGC 7061
NGC 7061 é uma galáxia elíptica (E) localizada na direcção da constelação de Indus. Possui uma declinação de -49° 03' 48" e uma ascensão recta de 21 horas, 27 minutos e 26,7 segundos.
A galáxia NGC 7061 foi descoberta em 30 de Setembro de 1834 por John Herschel.